# 布萊恩·克尼漢
布萊恩·威爾森·克尼漢（英語：Brian Wilson Kernighan，1942年1月30日—），又譯柯林漢，生於加拿大多倫多，加拿大計算機科學家，曾服務於貝爾實驗室，為普林斯顿大学教授。他曾參與Unix的研發，也是AMPL與AWK的共同創造者之一。
與丹尼斯·里奇共同寫作了C語言的第一本著作《C程序设计语言》之後，他的名字開始為人所熟知。他也創作了許多Unix上的程式，包括在Version 7 Unix上的ditroff與cron。

## 生平
在多倫多出生，1960年至1964年間，就讀於多倫多大學，取得工程物理學（Engineering physics）學士。在普林斯頓大學取得電子工程博士，畢業後留在普林斯頓大學任教，直到2000年退休為止。
布萊恩·克尼漢是貝爾實驗室的成員之一，曾參加UNIX系統的早期開發，之後又加入了貝爾實驗室九號計畫（Plan 9）的研發。在1970年代，布萊恩·克尼漢首先提出了UNIX這個名稱，用來取代之前的UNICS（Uniplexed Information and Computing System）。模仿所見即所得（What You See Is What You Get，WYSIWYG），他提出所見即所有（What You See Is All You Get，WYSIAYG）這個名詞。
1972年，在"A Tutorial Introduction to the Language B" 中，首次提出Hello world程式，作為程式語言入門的示範。
1978年，與丹尼斯·里奇共同寫作了《C程序设计语言》（The C Programming Language），在當中除了介紹C語言之外，也形成了所謂 K&R C 的程式風格（Coding Style）。

## 著作
- 《C程序设计语言》
- 《程序设计实践》
- 《The Go Programming Language》

## 外部連結
- 布萊恩·克尼漢在普林斯頓大學的首頁 （页面存档备份，存于）
- 布萊恩·克尼漢在貝爾實驗室的首頁